# ایتان ونس
ایتان ونس (انگلیسی: Eaton Vance) شرکت سرمایه‌گذاری آمریکایی است، که در سال ۱۹۲۴ تأسیس شد.